# Connarus semidecandrus
Connarus semidecandrus är en tvåhjärtbladig växtart som beskrevs av William Jack. Connarus semidecandrus ingår i släktet Connarus och familjen Connaraceae. Utöver nominatformen finns också underarten C. s. gaudichaudii.